# 佐藤佑一
佐藤 佑一（さとう ゆういち、1981年1月21日 - ）は、日本の写真家である。東京都江東区出身。

## 経歴 ・人物
大学在学中に写真家を志す。カメラマンを志したのは、役者をやっている友人の宣材写真を見たことから。
2001年に写真家・中村誠主催の写真表現中村教室に入学。
2005年Nikon juna21受賞。新宿ニコンサロン、大阪ニコンサロンにて個展『感情日記』開催。
撮影スタジオ松濤スタジオのスタジオアシスタントを経て、2007年カメラマン渡辺達生に師事。
2010年から独立しフリーカメラマンとして、人物中心に雑誌、グラビア撮影を中心に活動している。

## 主な作品

### フォトブック
- 福原遥：「はるかいろ」（東京ニュース通信社）ISBN 978-4863367333
- 新川優愛：「yua friend」（東京ニュース通信社）ISBN 978-4863366039
- 広瀬すず：「ぜんぜん、はじめてです。」（東京ニュース通信社）ISBN 978-4863365889
- 武田玲奈：「タビレナtrip3」（東京ニュース通信社）ISBN 978-4867010808
- 西明日香：「west side」（東京ニュース通信社）ISBN 978-4863365902
- 夏菜：「夏菜フォトブック 「727_8766」 (TOKYO NEWS MOOK 366号)」（東京ニュース通信社）ISBN 978-4-8633-6322-9

### 写真集
2022年
- 金村美玖：「羅針盤」（光文社） ISBN 978-4-334-90305-3

#### 2019年
- 浅川梨奈：「Re:Birth」（講談社）ISBN 978-4065177754
- 大友花恋：「Karen3」（東京ニュース通信社）ISBN 978-4863369627
- 久保田未夢：「未夢-みゆ-」（東京ニュース通信社）ISBN 978-4863369917
- 大石絵理：「honey」（東京ニュース通信社）ISBN 978-4863369405
- 河西歩果：「plumeria」（東京ニュース通信社）ISBN 978-4863369290
- 伊原六花：「sáu hoa」（東京ニュース通信社）ISBN 978-4863369214
- 外崎梨香：「なでてほしい。」（双葉社）ISBN 978-4575314519

#### 2018年
- 欅坂46：「21人の未完成」※今泉佑唯×佐藤佑一『One and Only』（集英社）ISBN 978-4081022601
- 平祐奈：「Comme le Soleil」（東京ニュース通信社）ISBN 978-4863368453
- 伊原六花：「rikka」（東京ニュース通信社）ISBN 978-4863367692
- 鹿目凛 ：「鹿目 凛×佐藤佑一『きみだけ』: でんぱ組.incアートブックコレクション7」 （小学館）ISBN 978-4096822692
- 大友花恋：「Karen2」（東京ニュース通信社）ISBN 978-4863367425

#### 2017年
- 乃木坂46 新内眞衣：「どこにいるの？」（光文社）ISBN 978-4-334-90222-3
- 伊東紗冶子：「SAYAKO」（集英社）ISBN 978-4-08-780825-4
- 柴田阿弥：「あやちゃん」（小学館）ISBN 978-4-09-682259-3
- 鹿目凛：「ぺろりん」（ワニブックス）ISBN 978-4847049880
- 多田愛佳：「らぶLetter」（ワニブックス）ISBN 978-4847049705
- 生田佳那：「いくTabi」（ワニブックス）ISBN 978-4847049668
- 戸田れい：「TRENTE」（ワニブックス）ISBN 978-4847049163
- AKB48れなっち総選挙選抜写真集：「16colors」（徳間書店）ISBN 978-4198642891
- 虹のコンキスタドール：「Rainbow Island」（KING RECORDS）

#### 2016年
- 桜田ひより：「ひより日和。」（東京ニュース通信社）ISBN 978-4863365704
- 都丸紗也華：「とまるまる」（講談社）ISBN 978-4-06-365001-3
- 大友花恋：「Karen」（東京ニュース通信社）ISBN 978-4863365919

#### 2015年
- 私立恵比寿中学：「私立恵比寿中学 EbiTour 2015 in香港〜エビ中の世界制服ツアー」（東京ニュース通信社）

#### 2013年
- 藤原令子：「Ray」（東京ニュース通信社）ISBN 978-4-86336-344-1

#### 2012年
- 芹那：「しるし」（講談社）ISBN 978-4-06-364887-4
- 桜庭ななみ：「Birth」（ワニブックス）ISBN 978-4-8470-4497-7
- アイドリング!!!：「アイドリング!!!GO↑GO↑」（スクウェア・エニックス）ISBN 978-4-7575-3774-3

### 雑誌
- 講談社：「週刊少年マガジン」「ヤングマガジン」「フライデー (雑誌)」
- 集英社：「週刊プレイボーイ」「ヤングジャンプ」
- 小学館：「週刊ポスト」「ビッグコミックスピリッツ」「ビッグコミックスペリオール」「sabra」
- 光文社：「FLASH」「FLASHスペシャル」 「Platinum FLASH」
- 東京ニュース通信社：「B.L.T.」 「blt graph.」 「TVガイドPERSON」 「U-17」「20±」
- スクウェア・エニックス：「ヤングガンガン」
- 学研：「BOMB」
- 白夜書房：「BUBUKA」「BRODY」
- 徳間書店：「月刊エンタメ」
- 白泉社：「ヤングアニマル」
- 玄光社： 「フォトテクニックデジタル」
- 秋田書店：「ヤングチャンピオン」
- 双葉社：「EX大衆」

### 単行本
- 野池幸三著：「人生っちゃこういうものよ」（ワニブックス）ISBN 978-4-8470-1950-0
- ヌーカフェ：「シャツのお直し」（文化出版局）ISBN 978-4-579-11353-8

### CDジャケット

#### 上野優華
- 「君といた空」
- 「Winter Kiss」
- 「Diamond days～ココロノツバサ～」
- 「好きになってもいいですか？」
- 「星たちのモーメント」
- 「幸せの帰り路」
- 「ただあなたのそばで」
- 「恋日記」
- 「恋するpretty Girl」
- 「友達ごっこ」
- 「しるし」
- ２nd Full Album「U to You」
- １st Mini Album「Sweet Dolce」
- １st Full Album「U colorful」

#### 虹のコンキスタドール
- 「キミは無邪気な夏の女王」（KING RECORDS）

#### リョウミホ
- 「Call me」

#### Hatrumi
- 「CENOTE」